# 林修
林 修（はやし おさむ、1965年〈昭和40年〉9月2日 - ）は、日本の予備校講師、タレント。血液型はO型。
愛知県名古屋市出身。東進ハイスクール・東進衛星予備校国語科専任講師。担当は現代文。2013年8月10日よりワタナベエンターテインメント所属。

## 人物
愛知県名古屋市出身。祖父は日本画家の林雲鳳（はやし うんぽう、本名：林 雄一〈はやし ゆういち〉）、父は宝酒造の元副社長林光一。12歳年下の妻は産婦人科医。
東海中学校・高等学校を経て、現役で東京大学文科一類に合格した。東海高校在学時に模擬試験で全国1位の結果を修め、東大に合格した。香川照之（俳優）は東大の同期生である。
バブル景気の只中である1989年に東京大学法学部第2類（公法コース）を卒業し、学生から人気が高かった日本長期信用銀行に入行した。入行後に「バブル景気が終わるのは時間の問題である」と判断して入行5か月後に退職した。のちに様々な商売を始めるがことごとく失敗し、予備校講師に転身する。東進ハイスクール・東進衛星予備校で東京大学と京都大学入試現代文対策を中心に担当する。東進ハイスクールのテレビCMで発した「いつやるか？ 今でしょ！」が話題となり、2013年度新語・流行語大賞年間大賞を受賞した。
2013年8月10日からワタナベエンターテインメントに所属し、タレントとしても活動。情報番組やバラエティ番組において一般人向けの解説者として出演している。
2020年末発表の「2020タレント番組出演本数ランキング」（ニホンモニター）では、出演番組数441番組で5位、初めてトップ10圏内となった。
2023年5月16日に、誹謗中傷がインターネット上でおよそ4年間継続していることについて発表し、「実は、ここ数年、SNSにおいて、私が問題提起のために第三者の主張を引用した際の発言を切り抜き、あたかも私が『年収890万 - 920万ないと社会のお荷物』であるという見解を持っているかのような虚偽事実を投稿されることが多々あり、いわれなき誹謗・中傷に悩まされてきましたが、今回対応策を取ることにしましたので、皆様にご報告申し上げます」と語った。

## エピソード
学生
- 小学生で眼鏡を掛け、本を読みながら菓子パンを食べる生活を始め体重が急増[14]し、12歳頃には肥満体になっていた[15]。あだ名は「デブメガネ」[14]。東海中学校時代に1000冊近い本と日本文学全集を読破。読んでは食べる生活を続け、中学3年生の頃には体重が87kgに達した[14]。
- 小学生の頃の夢はプロ野球選手。しかし後に卒業文集では「夢は歴史学者」と記していた。中学生の時は物理学者、高校生の時は経済学者になりたいと思う物が変わっていったが「結局みんな夢は夢で終わった」と話している[16]。
- 男子校育ちのため見た目にこだわらない高校時代を送ったが[14]、東京大学入学時は100kgを超える巨漢であった。大学生の時、コンパで好みの女性が「あんなデブと付きあうわけない」と陰口を叩く瞬間を聞いてしまい、死ぬ気でダイエットを始め半年で体重を70kgに落とした[14][17]。この時は、1日1食フランス料理のランチのみ食べ、摂取カロリーの削減と同時に料理店の調査を行えるという独自のダイエット法を考えついたが[14]、後にリバウンドを起こす。これまでに体重100kg超えを3度経験しており「デブにデブというのは正しい日本語」「デブは文化」というポリシーを持っている[14]。東大在学中からデート資金を稼ぐ為家庭教師のアルバイトを始める[18]。
- 大学時代に大きな印象と影響を受けた人物に、村上陽一郎を挙げている。村上の聡明な日本語の使い方や文章の書き方、頭の使い方の持論などに感銘を受けたという[19]。

「空白の3年間」
- 新卒で入行した日本長期信用銀行を5か月で退職した後は、家庭教師をしたり、友人と投資顧問会社やIT企業の走りのような会社を起業して失敗したり、株取引で大損を経験したり、競馬で食費をつないだりしていた[20]。予備校講師になるまでの3年間は「火事になった事」と「泥棒に入られた事」以外は覚えておらず「空白の3年間」と呼んでいる。この時期に、株取引やギャンブルの失敗で1800万円の借金を抱えた（親族からの借入れ）[14]。

予備校講師
- 東大の同級生たちが官僚やエリートビジネスマンの道を歩む中、家庭教師という職業の自分を嫌っていたが[14]、借金返済の金策が必要であることから知人の紹介で塾講師としてアルバイト生活を開始。その後、指導力を評価され予備校講師になった。その時、勝つための最強の法則は「勝てる場所で誰よりも努力する事」だと悟った[6]。
- 東進ハイスクールでは、当初は英語の学習アドバイザーとして所属したが、その後、数学講師として採用が決まった。後に、現代文講師へ転身した[6]。
- 受験生時代の得意教科は数学で東進ハイスクールを含め数学講師としての指導歴がある[21]。しかし、このまま好きな数学の講師でいて良いのかと感じ、自分が講師としてトップに立てそうな教科は何かと考えた時、現代文だと悟った。以後、現代文担当講師となる[6]。2009年から東進ハイスクール専任講師に昇格。
- 全国の東進ハイスクール及び東進衛星予備校が主催する公開授業、東大特進コースのライブ授業[22]を行う為に、年間200日以上をビジネスホテルで過ごす生活を送っている。このような生活を送る為、林の授業を補佐する専属スタッフが数名付いている[23]。

「いつやるか? 今でしょ!」
- 2009年にCMで使用された「いつやるか? 今でしょ!」の授業シーンは、東進ハイスクール及び東進衛星予備校で担当した講座『2009年 東大特進夏期 2年生東大現代文 第2講』からの引用[24]。このフレーズは、現代文を理解するには漢字の勉強が重要であるにもかかわらず、実際に漢字の勉強をする生徒が少ないため、では漢字の勉強は「いつやるか? 今でしょう!」という流れから発した言葉である。CMの制作に携わった電通の阿部広太郎が70時間にも及ぶ授業のDVDを一人で見て良いセリフをピックアップするという地道な作業から見つけた言葉で、人生訓にもなるような言葉であることが決め手になったという[25]。
- 2009年に、サッカーワールドカップ日本代表の試合放送の際に流れる東進講師陣の名言CMが一部で話題となり、2010年にはフジテレビ「はねるのトびら」とNHK「サラリーマンNEO」でパロディCMが制作された。共演している他東進講師に比べて知名度の低かった林自身も「いつやるか？ 今でしょ！」という台詞で話題となり、台詞を自身の著作やブログのタイトルに採用していた。全国的に有名になり流行語化したのは2013年「いつ買うか？ 今でしょ！」と改変した台詞でトヨタ自動車のテレビCMに本人出演したのがきっかけであり、ほどなくして「ネプリーグ」や「笑っていいとも!」のテレフォンショッキングにテレフォンゲストとして出演したことでより一層話題性が高まった。以後、精力的にバラエティ番組等の出演や各地で講演をこなしている。
  - この言葉は特に著作権などが発生しない一般語句の組み合わせのため、流行語になって以降はジャンルを問わず様々な番組やCMなどで多用され、2013年12月2日に「新語・流行語大賞」の年間大賞と2013年度ネット流行語大賞金賞を受賞した。

その他
- 熱狂的な野球ファンで、J SPORTSが制作する「メジャーリーグナビ2013」でゲスト解説を担当した[26][27]。父親が巨人ファンということもあり、本人も野球に目覚める。少年時代は江川卓の大ファンであった[5]。特定球団のファンではないが、あえて球団名を挙げると巨人ファンで、松井秀喜の大ファン[28]。松井以外の注目選手はゲリット・コール[29]。野球の他、シャンパン、お笑い番組、靴磨き、競馬など多趣味[8]。しばしば、自らのブログにMLBや競馬の話題について投稿している。
- 一方で松井と同時期にMLBで活躍したイチローについては否定的な意見をしばしばブログで投稿していた。2018年5月4日放送の『ニュースウオッチ9』（NHK）でイチローのマリナーズ会長付特別補佐就任について当たり障りのないコメントを述べた直後、番組から「特にイチロー選手には全く興味がわかない」と記述した2012年5月2日のブログの投稿内容が突如紹介された。「イチローに興味持つ持たないというのは憲法上で保障されている内心の自由なので」と咄嗟に釈明したものの、興味が湧かない事については否定しなかった[30]。
- 2013年4月19日の千葉ロッテマリーンズvs東北楽天ゴールデンイーグルス戦で始球式を行なった[31]。
- 好きな食べ物は豆とブドウで、特にシャインマスカットが好物である。苦手な食べ物は特になし。東進ハイスクールの教室へ移動する際に新宿駅や京王線を利用する機会が多く「カレーショップC&C」のカレーを37年間で約1200杯食べた[32]。
- 「デブになるトラップ」として、コンビニエンスストア・スーパーマーケットのレジ脇で販売している菓子類、C&Cのカレー、立ち食いそば・うどん店の3か所を回避することが重要と力説する[33]。
- カレーは好物だが、カツカレーについては否定的であり「1＋1が絶対2にならない料理」と評している[34]。
- 好きなタレントは柳原可奈子（本人曰く、話術についてはずば抜けて一位とのこと）[35]と三吉彩花[36]。
- 2013年3月12日発売の日刊ゲンダイで、あたかも年収が1億円以上あるかのような印象を与える記事[37]が掲載されたが、この記事について林は「とんでもない話だ」とその内容を否定している[38]。
- 2013年3月27日発売の東京スポーツ新聞に掲載された「日本テレビとフジテレビが林に接待攻勢をかけている」という内容の記事について、林から正式な抗議を入れたところ[39]、2013年4月3日の東スポWebにおいて「内容は事実ではなかった」とお詫び文が掲載された[40]。
- 好きな酒は、シャンパンとサントリーのプレミアムモルツ。特に、プレミアムモルツに関しては、コンビニで買い占める程の大好物と語っている[41]。
- 2018年3月8日放送の『グサッとアカデミア』（日本テレビ）の番組内で、既に2歳(当時)になる男児がいる事を明かした[42]。
- 「同窓会と選挙とドラマには出ない」と度々公言している[43][44]。

持論
- 「予備校生は予備校という恵まれた環境で勉強をさせて貰った父母や保護者へ感謝すべきであり、講師への感謝は不要」[45]
- 「東大入試に必要な努力は東大入学後に何の意味も持たなくなり、そのような何の意味も持たない努力を人に見せつけ、自慢するような人間になって欲しくない」[46]
- 生徒に分かりやすく魅力的な授業を維持する為落語を聴きに行き、お笑い番組を視聴し、人を引きつける話術の勉強を続けている[47]。
- 予備校で授業後に生徒が質問に来るような授業は、自分の説明不足が招いた結果であり力不足と判断している。授業後に質問が出ない授業を正しい授業としている。なお、生徒からの質問に対しては悪く思ってはおらず丁寧に回答する[48]。
- 日本人として、過去の過ちを含めてきちんと学びながら正しい歴史認識を持たせる為、日本史を受験の必修科目にすべきとしている[49]。
- ゆとり教育をやるぐらいなら、むしろ詰め込み教育に戻した方がマシだとしている[50]。
- 受験生時代での友達は少なくていいとし、「好景気になった時にみんな一緒にうまく行くと言った状態は好きではない」と話している[51]。
- 「高校時代に学習する科目に、無駄な教科は一科目も無い」と主張しており、自身も高校では文系クラスに属していたものの、東大受験に際して文科Ⅰ類と理科Ⅰ類のどちらも受験できる様に備えておくために、物理や微分・積分などの選択外の理系科目も自主的に勉強していた。

## 著書
- 『いつやるか？ 今でしょ！』（宝島社、2012年3月10日） ISBN 978-4796696715
- 『今やる人になる40の習慣』（宝島社、2013年4月15日） ISBN 978-4800209092
- 『林修の 仕事がうまくいく「話し方」講座』（宝島社、2013年8月26日） ISBN 978-4800214744
- 『林 修の「今読みたい」日本文学講座』 （宝島社、2013年10月4日） ISBN 978-4800218117
- 『受験必要論 人生の基礎は受験で作り得る』（集英社、2013年10月4日） ISBN 978-4087815368
- 『異端のススメ』（宝島社、2013年12月14日）ISBN 978-4800215437 - 小池百合子との共著
- 『林修の仕事原論』（青春出版社、2014年10月25日） ISBN 978-4413039192
- 『すし、うなぎ、てんぷら 林 修が語る食の美学』（宝島社、2015年2月12日） ISBN 978-4800234209
- 『イラスト図解 いつやるか? 今でしょ!』（宝島社、2015年9月12日） ISBN 978-4800245854

## 出演

### 現在の出演番組

#### レギュラー
- ネプリーグ（フジテレビ、2013年2月25日 - ） - 主に問題の解説担当として出演。漢字問題の監修も務める他、解答者としても出演する。
- グッド!モーニング（テレビ朝日、2015年4月1日 - ） - 「林修のことば検定」「金曜旬語録」コーナー担当。
- 林修の今でしょ!講座 → 林修のレッスン!今でしょ → 林修の今、知りたいでしょ!（テレビ朝日、2014年4月 - ） - 生徒（MC）。『林修先生の今やる!ハイスクール』の事実上後継番組。
- ナゴヤでしょ!（中京テレビ、2015年4月 - ）
- 林先生が驚く初耳学! → 林先生の初耳学 → 日曜日の初耳学（毎日放送、2015年4月12日 - ）
- 週末はウマでしょ!（フジテレビ、2016年4月1日 - ）
- へんてこ生物アカデミー （NHK総合） - 司会
  - 第1弾2016年4月1日、第2弾2017年3月18日、第3弾 2020年8月13日、第4弾2021年8月19日、第5弾2022年3月26日[52]、第6弾2022年8月4日[53]、第7弾2023年8月8日[54]、第8弾2025年4月29日、第9弾2025年8月12日
- ポツンと一軒家（朝日放送テレビ（ABCテレビ)・テレビ朝日系列、2018年10月 - ）
- 四季彩キッチン（フジテレビ、2019年4月1日 - ）
- 林修のナゴヤかるた（中京テレビ、2022年4月3日 - ）[55]
- LIFE IS MONEY〜世の中お金で見てみよう〜（テレビ東京、2022年4月・12月、2023年12月、2024年10月 - ）

### 過去の出演番組

#### レギュラー
- 森田一義アワー 笑っていいとも!（フジテレビ、2013年2月25日 - 2014年3月24日） - 月曜日準レギュラー。
- ゴゴスマ -GO GO!Smile!-（CBCテレビ、2013年4月1日 - 2016年3月） - 火曜日コメンテーター。
- 林修先生の今やる!ハイスクール（テレビ朝日、2013年8月6日 - 9月24日、2013年10月 -  ） - 生徒。2013年10月以降、『お願い!ランキング』の1コーナーとして継続。
- バイキング（フジテレビ、2014年7月21日 - 8月18日） - 夏休みスペシャルレギュラー
- 林先生の痛快!生きざま大辞典（TBS、2014年4月22日 - 2015年3月24日）
- 日本語探Qバラエティ クイズ!それマジ!?ニッポン（フジテレビ、2014年2月2日 - 2015年8月16日） - 日本語マスター。
- 林修・世界の名著（BS-TBS、2015年4月9日 - 2016年3月31日）
- 人生で大事なことは○○から学んだ（朝日放送、2017年1月15日 - 2017年9月10日） - レギュラーパネリスト[56]
- 林修のニッポンドリル（フジテレビ、2018年4月 - 2023年9月13日）[57]

#### 特別番組
- 林修先生トークショー（西尾張CATV クローバーチャンネル、2013年5月3日および2013年6月1日 - 7日再放送）[58][注 3]
- とくばん「林修氏講演会」（西尾張CATV クローバーチャンネル、2013年8月22日 - 31日）[59]
- THE 博学（テレビ朝日、2014年9月11日 - 2015年9月17日）
- くりぃむVS林修!クイズサバイバー(テレビ朝日、2014年12月31日 - 2018年12月20日）
- 林先生のなるほど!社会見聞録（テレビ朝日、2019年2月17日・2020年1月26日） - MC
- 林修＆伊沢拓司の今日から大人。(朝日放送テレビ、2021年10月9日・2022年7月16日)
- Q-1  ～U-18が未来を変える 研究発表 SHOW～（朝日放送テレビ（ABCテレビ）、2022年9月18日、2023年9月24日、2024年9月29日）-MC [60]
- マップタイムトラベル（NHK総合、2025年4月30日） - MC

### 劇場アニメ
- 名探偵コナン 紺青の拳（2019年、本人役）

### ラジオ
- たまむすび（TBSラジオ、2013年1月16日）
- 垣花正のあなたとハッピー!（ニッポン放送、2013年4月1日・16日、5月31日（パーソナリティー代行）、8月5日、9月16日、10月8日、12月12日）
- ななみアフタヌーンバラエティ（にしおわりエフエム エフエムななみ、2013年5月3日）[61][注 3]
- SCHOOL OF LOCK!(TOKYO FM[62]、2014年1月9日)

### CM
- 東進ハイスクール・東進衛星予備校[63]
- TOYOTA（2013年1月 - 2月） - ナビ代5万円プレゼントキャンペーンCM 「いつ買うか? 今でしょ!」 篇
- スカパー!（2013年2月） - 東進ハイスクール・林修のスカパー!講義
- ロッテ・クレイジーガム放送局（2013年5月）- 「東進ハイスクール 林先生の 今でしょ!!ガムでしょ!!」「噛む」篇、「膨らむ」篇、「ガムガム」篇[64]
- 一般社団法人 仲人協会連合会（2013年5月 - ） - 『婚活いつやるの? 今でしょ!!』・イメージキャラクター[65]
- H.I.S（2013年5月）- 「海外旅行品質」篇、「海外サポート」篇[66]
- 高橋書店（2013年12月）- 「未来がはじまるよ」林修篇[67]
- 朝日新聞（2015年）
- 大日本除虫菊
  - コンバット（2016年4月 - ） - 「ゴキブリの習性・林先生の講義」篇
  - コックローチ ゴキブリがうごかなくなるスプレー（2018年4月 -） - 「ピタ・コロリの法則」篇
- 池田模範堂・ムヒHD（2016年4月 - ）
- 住信SBIネット銀行・MR.カードローン（2016年5月 - ）
- サントリーウエルネス・DHA&EPA＋セサミンEX（2016年 - ）
- 東京都「やってますか？HTT!篇」（2023年6月29日 - )

### イベント
- 林 修先生の講演会＆カジュアルフレンチ〜話題の人気講師に学ぶ、人生を成功に導く秘訣とは？〜（オークラフロンティアホテル海老名、2014年4月26日）[68]
- 企業PRイベント「くら寿司と手塚プロダクションのコラボ企画TEZUKA SPOT発表会」（2013年6月5日）[69][70]
- 講演「名経オープンキャンパススペシャル企画 林修先生講演「いつやるか?今でしょ!」」（名古屋経済大学、2013年6月9日）[71]
- 講演「第26回定時総会 大阪府遊連青年部会 記念講演 いつやるか？今でしょ！」（シェラトン都ホテル大阪、2013年6月6日）[72]
- 企業PRイベント「HIS 新国際チャーター航空会社AAA設立概要発表会」（2013年6月12日）
- 講演「ようこそ先輩 いつやるか？ 今でしょ！〜なぜ勉強しなければいけないのか〜」（東海高等学校・中学校、2013年6月29日）[73]
- 競馬PRイベント「函館競馬開催日イベント 林修 当てるなら、今でしょ！スプリントSステージ」（函館競馬場、2013年6月16日）[74]
- 講演「淑徳大学フェア2013 in 仙台 進学相談会（特別講演会）」（ホテルベルエア仙台、2013年7月27日）[75]
- 講演「長崎ウエスレヤン大学 オープンキャンパス2013」（鎮西学院高等学校講堂、2013年8月12日）[76]
- 講演「林修講演会 モチベーションアップの方法」（下関市生涯学習プラザ、2013年8月22日）[77]
- ディナーショー「今やる人の必勝法10か条 -「いつやるか?今でしょ!」の林先生による今すぐできる自己改造術- いつ聞くか? 今でしょ!」（名古屋キャッスルプラザホテル、2013年8月30日）[78]
- 講演「林修講演会 モチベーションアップの方法」（大牟田文化会館、2013年9月20日）[79]
- 「いつ買うか？今でしょ！キャンペーン」（名古屋トヨペット株式会社、2013年7月 - 9月）[80]

### 雑誌
- フライデー（講談社、2013年2月8日、3月8日）
- ザテレビジョン（角川マガジンズ、2013年2月27日）
- 週刊朝日（朝日新聞出版、2013年3月13日）
- 週刊アサヒ芸能（徳間書店、2013年3月18日）
- サンデー毎日（毎日新聞社、2013年3月26日）
- ワイン王国（株式会社ワイン王国、2013年4月5日）
- Number DO『太らない生活 2013〜健康と軽い体を手に入れよう〜 Do 2013 Early Summer号』（文藝春秋、2013年5月16日）
- 女性自身「“今でしょ!”林先生「年収は5千万超」と同業者の声」（光文社、2013年5月28日）
- 女性セブン「今でしょ先生 東大合格者にマザコンなど3つの特徴と指摘」（小学館、2013年6月13日号）

### 新聞
- 日経プラスワン（日本経済新聞社、2013年2月23日）
- スポーツニッポン（スポーツニッポン新聞社、2013年3月28日）

### Web
- 1000時間生放送Xperiaだけ生活〜男女7人夢物語〜（ニコニコ生放送、2012年12月1日 - 2013年1月13日）
- HEIWA presents 林修の烈火の炎塾（株式会社平和、2013年6月11日 - ）- パチンコ新台「烈火の炎」のPRとしてオリジナル授業風動画（全5回）を公開。「烈火の炎塾 授業 さあ、烈火の炎の授業を始めましょう！いつ見るか？今でしょ！」[81][82]

### ニュースサイト
- R25（リクルート、2013年2月16日）
  - 「今でしょ!」が本格的に流行語に
- NEWS ポストセブン（小学館、2013年2月22日 - 24日）
  - 今でしょ先生「大学生の学力低下、東大京大も例外じゃない」
  - 現代文の読解力 対人関係を築く力に完全一致と今でしょ先生
  - 今でしょ先生「1ページ読むだけでガツンと来る本」を熱く語る
- ダ・ヴィンチ電子ナビ（メディアファクトリー、2013年2月23日）
  - 「いつやるか? 今でしょ!」わかっちゃいるけど…どうすれば行動力が身につく?
- J-CASTニュース（ジェイ・キャスト、2013年2月27日）
  - 「いつやるか?今でしょ!」セリフが大人気 話題の予備校カリスマ教師はどんなやつだ
- 毎日新聞デジタル（毎日新聞社、2013年4月10日）
  - 林修さん ： 「今でしょう」流行語大賞ノミネートに自信 ライバルは「アベノミクスでしょう！」
- リクナビNEXT（リクルートキャリア、2013年4月10日）
  - 林修さん-プロ論。-／リクナビNEXT